# Championnats d'Europe de patinage artistique 1966
Navigation
Édition précédente Édition suivante
Les championnats d'Europe de patinage artistique 1966 ont lieu du 1er au 5 février 1966 au Zimný štadión de Bratislava en Tchécoslovaquie.

## Qualifications
Les patineurs sont éligibles à l'épreuve s'ils représentent une nation européenne membre de l'Union internationale de patinage (International Skating Union en anglais). Les fédérations nationales sélectionnent leurs patineurs en fonction de leurs propres critères.
Sur la base des résultats des championnats d'Europe 1965, l'Union internationale de patinage autorise chaque pays à avoir de une à trois inscriptions par discipline. 

## Podiums
| Épreuves                            | Or                                  | Argent                           | Bronze                              |
| ----------------------------------- | ----------------------------------- | -------------------------------- | ----------------------------------- |
| Messieurs résultats détaillés       | Emmerich Danzer                     | Wolfgang Schwarz                 | Ondrej Nepela                       |
| Dames résultats détaillés           | Regine Heitzer                      | Gabriele Seyfert                 | Nicole Hassler                      |
| Couples résultats détaillés         | Ludmila Belousova / Oleg Protopopov | Tatiana Zhuk / Aleksandr Gorelik | Margot Glockshuber / Wolfgang Danne |
| Danse sur glace résultats détaillés | Diane Towler / Bernard Ford         | Yvonne Suddick / Roger Kennerson | Jitka Babická / Jaromír Holan       |

## Tableau des médailles
| Rang  | Nation               | Or | Argent | Bronze | Total |
| ----- | -------------------- | -- | ------ | ------ | ----- |
| 1     | Autriche             | 2  | 1      | 0      | 3     |
| 2     | Royaume-Uni          | 1  | 1      | 0      | 2     |
| 2     | Union soviétique     | 1  | 1      | 0      | 2     |
| 4     | Allemagne de l'Est   | 0  | 1      | 0      | 1     |
| 5     | Tchécoslovaquie      | 0  | 0      | 2      | 2     |
| 6     | Allemagne de l'Ouest | 0  | 0      | 1      | 1     |
| 6     | France               | 0  | 0      | 1      | 1     |
| Total | Total                | 4  | 4      | 4      | 12    |

## Détails des compétitions

### Messieurs
| Rang | Nom                     | Nation               | Places | Points | Fig. impo. | Prog. libre |
| ---- | ----------------------- | -------------------- | ------ | ------ | ---------- | ----------- |
| 1    | Emmerich Danzer         | Autriche             |        |        |            |             |
| 2    | Wolfgang Schwarz        | Autriche             |        |        |            |             |
| 3    | Ondrej Nepela           | Tchécoslovaquie      |        |        |            |             |
| 4    | Patrick Péra            | France               |        |        |            |             |
| 5    | Robert Dureville        | France               |        |        |            |             |
| 6    | Ralph Borghard          | Allemagne de l'Est   |        |        |            |             |
| 7    | Giordano Abbondati      | Italie               |        |        |            |             |
| 8    | Marian Filc             | Tchécoslovaquie      |        |        |            |             |
| 9    | Peter Krick             | Allemagne de l'Ouest |        |        |            |             |
| 10   | Günter Anderl           | Autriche             |        |        |            |             |
| 11   | Valeri Meshkov          | Union soviétique     |        |        |            |             |
| 12   | Sergueï Tchetveroukhine | Union soviétique     |        |        |            |             |
| 13   | Jenő Ébert              | Hongrie              |        |        |            |             |
| 14   | Reinhard Ketterer       | Allemagne de l'Est   |        |        |            |             |
| 15   | Malcolm Cannon          | Royaume-Uni          |        |        |            |             |
| 16   | Zdzisław Pieńkowski     | Pologne              |        |        |            |             |
| 17   | Hansjörg Studer         | Suisse               |        |        |            |             |
| 18   | Jan Ullmark             | Suède                |        |        |            |             |

### Dames
| Rang | Nom                   | Nation               | Places | Points | Fig. impo. | Prog. libre |
| ---- | --------------------- | -------------------- | ------ | ------ | ---------- | ----------- |
| 1    | Regine Heitzer        | Autriche             |        |        |            |             |
| 2    | Gabriele Seyfert      | Allemagne de l'Est   |        |        |            |             |
| 3    | Nicole Hassler        | France               |        |        |            |             |
| 4    | Hana Mašková          | Tchécoslovaquie      |        |        |            |             |
| 5    | Diana Clifton-Peach   | Royaume-Uni          |        |        |            |             |
| 6    | Zsuzsa Almássy        | Hongrie              |        |        |            |             |
| 7    | Sally-Anne Stapleford | Royaume-Uni          |        |        |            |             |
| 8    | Uschi Keszler         | Allemagne de l'Ouest |        |        |            |             |
| 9    | Elisabeth Mikula      | Allemagne de l'Ouest |        |        |            |             |
| 10   | Angelika Wagner       | Allemagne de l'Ouest |        |        |            |             |
| 11   | Beate Richter         | Allemagne de l'Est   |        |        |            |             |
| 12   | Elisabeth Nestler     | Autriche             |        |        |            |             |
| 13   | Pia Zürcher           | Suisse               |        |        |            |             |
| 14   | Alena Augustova       | Tchécoslovaquie      |        |        |            |             |
| 15   | Martina Clausner      | Allemagne de l'Est   |        |        |            |             |
| 16   | Micheline Joubert     | France               |        |        |            |             |
| 17   | Elena Shcheglova      | Union soviétique     |        |        |            |             |
| 18   | Rita Trapanese        | Italie               |        |        |            |             |
| 19   | Britt Elfving         | Suède                |        |        |            |             |
| 20   | Denise Neanne         | France               |        |        |            |             |
| 21   | Sylvia Oundjian       | Royaume-Uni          |        |        |            |             |
| 22   | Elżbieta Kościk       | Pologne              |        |        |            |             |
| 23   | Anna-Maija Rissanen   | Finlande             |        |        |            |             |

### Couples
| Rang | Nom                                       | Nation               | Places | Points | Prog. court | Prog. libre |
| ---- | ----------------------------------------- | -------------------- | ------ | ------ | ----------- | ----------- |
| 1    | Ludmila Belousova / Oleg Protopopov       | Union soviétique     |        |        |             |             |
| 2    | Tatiana Zhuk / Aleksandr Gorelik          | Union soviétique     |        |        |             |             |
| 3    | Margot Glockshuber / Wolfgang Danne       | Allemagne de l'Ouest |        |        |             |             |
| 4    | Tatiana Tarassova / Georgi Proskurin      | Union soviétique     |        |        |             |             |
| 5    | Irene Müller / Hans-Georg Dallmer         | Allemagne de l'Est   |        |        |             |             |
| 6    | Gudrun Hauss / Walter Häfner              | Allemagne de l'Ouest |        |        |             |             |
| 7    | Sonja Pfersdorf / Gunter Matzdorf         | Allemagne de l'Ouest |        |        |             |             |
| 8    | Heidemarie Steiner / Heinz-Ulrich Walther | Allemagne de l'Est   |        |        |             |             |
| 9    | Brigitte Weise / Michael Brychy           | Allemagne de l'Est   |        |        |             |             |
| 10   | Monique Mathys / Yves Aellig              | Suisse               |        |        |             |             |
| 11   | Gerlinde Schönbauer / Wilhelm Bietak      | Autriche             |        |        |             |             |
| 12   | Mona Szabo / Pierre Szabo                 | Suisse               |        |        |             |             |
| 13   | Agnesa Wlachovská / Peter Bartosiewicz    | Tchécoslovaquie      |        |        |             |             |
| 14   | Mária Csordás / László Kondi              | Hongrie              |        |        |             |             |
| 15   | Evelyne Scharf / Fery Dedovich            | Autriche             |        |        |             |             |
| 16   | Bohunka Šrámková / Jan Šrámek             | Tchécoslovaquie      |        |        |             |             |
| 17   | Michele Bargauan / Emanuele Gianoli       | Italie               |        |        |             |             |
| 18   | Janina Poremska / Piotr Sczypa            | Pologne              |        |        |             |             |
| 19   | Anci Dolenc / Mitja Sketa                 | Yougoslavie          |        |        |             |             |

### Danse sur glace
| Rang | Nom                                      | Nation               | Places | Points | Danses imposées | Danse libre |
| ---- | ---------------------------------------- | -------------------- | ------ | ------ | --------------- | ----------- |
| 1    | Diane Towler / Bernard Ford              | Royaume-Uni          |        |        |                 |             |
| 2    | Yvonne Suddick / Roger Kennerson         | Royaume-Uni          |        |        |                 |             |
| 3    | Jitka Babická / Jaromír Holan            | Tchécoslovaquie      |        |        |                 |             |
| 4    | Brigitte Martin / Francis Gamichon       | France               |        |        |                 |             |
| 5    | Gabriele Matysik / Rudi Matysik          | Allemagne de l'Ouest |        |        |                 |             |
| 6    | Janet Sawbridge / Jon Lane               | Royaume-Uni          |        |        |                 |             |
| 7    | Lioudmila Pakhomova / Viktor Ryzhkin     | Union soviétique     |        |        |                 |             |
| 8    | Edit Mató / Károly Csanádi               | Hongrie              |        |        |                 |             |
| 9    | Annerose Baier / Eberhard Rüger          | Allemagne de l'Est   |        |        |                 |             |
| 10   | Sylva Draisaitlova / Miroslav Gresek     | Tchécoslovaquie      |        |        |                 |             |
| 11   | Heide Mezger / Gerald Felsinger          | Autriche             |        |        |                 |             |
| 12   | Christel Trebesiner / Herbert Rothkappel | Autriche             |        |        |                 |             |
| 13   | Angelika Buck / Erich Buck               | Allemagne de l'Ouest |        |        |                 |             |
| 14   | Susanna Carpani / Sergio Pirelli         | Italie               |        |        |                 |             |
| 15   | Truus Gerardts / Ronald du Burck         | Pays-Bas             |        |        |                 |             |
| 16   | Ilona Berecz / István Sugár              | Hongrie              |        |        |                 |             |